# 267 a.C.

## Eventos
- Lúcio Júlio Libão e Marco Atílio Régulo, cônsules romanos[1][2].
- Roma conquista boa parte da Apúlia, inclusive o importante porto de Brindisi.
- Antígono Gônatas invade a Ática.[3]